# Ловер-Фриско (Нью-Мексико)
Ловер-Фриско (англ. Lower Frisco) — переписна місцевість (CDP) в США, в окрузі Катрон штату Нью-Мексико. Населення — 60 осіб (2020).

## Географія
Ловер-Фриско розташований за координатами 33°39′11″ пн. ш. 108°47′15″ зх. д. / 33.65306° пн. ш. 108.78750° зх. д. (33.653035, -108.787558).  За даними Бюро перепису населення США в 2010 році переписна місцевість мала площу 2,62 км², з яких 2,61 км² — суходіл та 0,01 км² — водойми.

## Демографія
Згідно з переписом 2010 року, у переписній місцевості мешкала 31 особа в 18 домогосподарствах у складі 10 родин. Густота населення становила 12 особи/км².  Було 25 помешкань (10/км²).
Расовий склад населення:
| - 100,0 % — білих |

До двох чи більше рас належало 0,0 %. Частка іспаномовних становила 38,7 % від усіх жителів.
За віковим діапазоном населення розподілялося таким чином: 3,2 % — особи молодші 18 років, 51,6 % — особи у віці 18—64 років, 45,2 % — особи у віці 65 років та старші. Медіана віку мешканця становила 64,3 року. На 100 осіб жіночої статі у переписній місцевості припадало 106,7 чоловіків;  на 100 жінок у віці від 18 років та старших — 100,0 чоловіків також старших 18 років.
Цивільне працевлаштоване населення становило 0 осіб. 